# Montecchio Maggiore
Montecchio Maggiore (Montécio en vénitien) est une commune italienne de la province de Vicence dans la région Vénétie en Italie.
Le nom dérive du latin monticulus, proprement monticello (monticule) ou petite montagne. Le suffixe Maggiore a été ajouté pour le distinguer des autres Monticelli, comme Monticello di Fara ou Montecchio Precalcino.

## Géographie
La commune se trouve à l'ouest de Vicence, dans la Valle dell'Agno. La rivière Guà la traverse. La morphologie du terrain est plane, sauf le nord-est formé de collines, où trônent les deux châteaux de Belleguardia et de la Vita, dit aussi Châteaux de Roméo et Juliette.

## Jumelage
La ville est jumelée avec Treigny (Bourgogne-Yonne-France).

## Histoire

### Préhistoire
À la suite de la découverte, au début du XXe siècle, d'artefacts, de petits silex, de terres cuites et de sépultures humaines, en particulier dans les régions montagneuses du pays, Montecchio Maggiore semble avoir été habitée depuis la période géologique holocène.

### Époque moderne
Selon la tradition, étayés par des documents originaux, l’empereur du Saint Empire romain et roi d’Espagne, Charles Quint, demeura à Montecchio, tandis qu’il descendait vers Bologne pour se faire couronner roi d’Italie en 1530 ainsi que Napoléon Bonaparte, en tant que roi d'Italie.

## Économie
Sa position, au carrefour de grands pôles économiques fait de Montecchio un centre d'importance considérable pour tout le Triveneto. La présence des routes Statale 11 Padana Supérieure et Statale 246 de Recoaro fait de Montecchio un passage obligatoire pour tous ceux qui souhaitent visiter Vérone ou Venise.
L'économie de la zone est régie principalement par le secteur industriel qui trouve dans le domaine de la mécanique et de la chimie, ses deux points forts. D'importantes multinationales tel Ceccato, leader mondial de la production d'installations de lavage, FIAMM (Fabricca Italiana Accumulatori Montecchio Maggiore, Usine italienne d'accumulateurs de Montecchio Maggiore), Lowara et FIS se sont développées dans la commune, pour remporter des marchés internationaux. On y trouve également Bisazza, depuis quelques années, leader dans l'industrie des revêtements en mosaïque.
Toutefois, le tissu industriel montecchianais est surtout composé de micros et de petites entreprises, caractéristique commune à toute la région du nord-est italien.
Il y a de nombreuses exploitations agricoles, qui se consacrent principalement à la culture de la vigne, du maïs et des céréales en général. Un réseau efficace de commercialisation, en particulier des produits viticoles, a été mis en place pour assurer des revenus importants pour la commune. 

## Monuments et lieux remarquables

### Architecture religieuse
- Église de Sainte Marie et de Saint Vital

### Architectures civiles

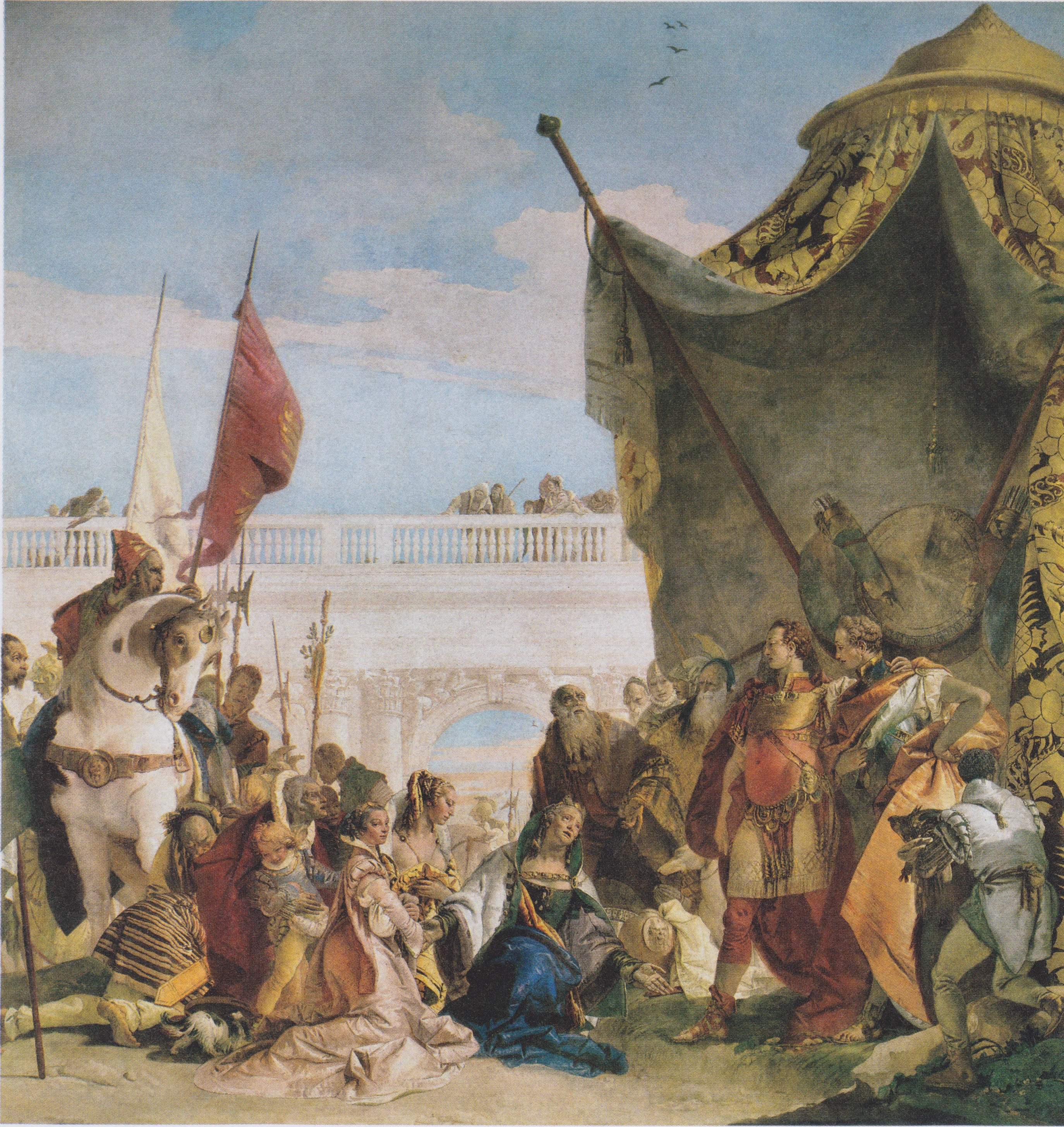
La Famille de Darius devant Alexandre
Giambattista Tiepolo, 1743

- La Villa Cordellina ou l'on peut admirer la fresque de Giambattista Tiepolo La Famille de Darius devant Alexandre daté de 1743[2]. Une esquisse pour le plafond du salon La Vertu et la Noblesse repoussant l'Ignorance dans les airs est conservée à la Dulwich Picture Gallery à Londres[3]
- La Villa Gualda.

### Architectures militaires
- Château de Bellegarde et Château de la Ville, connus respectivement comme  Château de Juliette et Château de Romeo.

## Société

### Langue et dialectes
Depuis le 15 mai 2010, Montecchio Maggiore est la première commune de la Vénétie où les échanges lors du conseil municipal peuvent être effectuées tant en italien qu’en langue vénitienne.

## Administration
| Période                                  | Période    | Identité                 | Étiquette             | Qualité |
| ---------------------------------------- | ---------- | ------------------------ | --------------------- | ------- |
| 1946                                     | 1955       | Giovanni Battista Peroni | Démocratie chrétienne |         |
| 1957                                     | 1975       | Renato Corà              | Démocratie chrétienne |         |
| 1975                                     | ca 1980    | Carlo Ciscato            | Démocratie chrétienne |         |
| ca 1980                                  | 22/09/1993 | Dino Zanni               | Démocratie chrétienne |         |
| 19/11/1993                               | 08/05/1995 | Romio Luciano            | Démocratie chrétienne |         |
| 08/05/1995                               | 28/06/2004 | Giuseppe Ceccato         | Lega Nord             |         |
| 29/06/2004                               | 23/06/2009 | Maurizio Scalabrin       | Centre gauche         |         |
| 22/06/2009                               | 26/05/2019 | Milena Cecchetto         | Lega Nord             |         |
| 26/05/2019                               | En cours   | Gianfranco Trapula       | Lega Nord             |         |
| Les données manquantes sont à compléter. |            |                          |                       |         |

Depuis le 15 mai 2010, Montecchio Maggiore est la première commune de Vénitie où les intervenants du Conseil Municipal peuvent effectuer leurs interventions en parlant italien ou vénitien.

### Météo
Dans la périphérie sud-est de la commune est installée une station météorologique semi-professionnelle à conduction privée, dotée de senseurs pour la température, l'humidité, la pression atmosphérique, les directions et la force du vent, la quantité de pluie tombée, les radiations solaires infra-rouges et ultra-violet. Un détecteur de foudre Boltek StormTracker et une webcam Mobotix avec l'orientation nord-est complètent les instruments de la station. Des prévisions locales amateurs sont développées à court terme, valide dans un rayon de 10 km autour de la station. Toutes les données météorologiques sont recueillies et publiées sur le site de la station et librement utilisable.

### Hameaux
Alte Ceccato, Santissima Trinità, Sant'Urbano, Valdimolino

### Communes limitrophes
Altavilla Vicentina, Arzignano, Brendola, Castelgomberto, Montebello Vicentino, Montorso Vicentino, Sovizzo, Trissino, Zermeghedo

### Jumelages
- Passau (Allemagne) depuis 2003
- Alton (Hampshire) (Royaume-Uni)

### Personnes natives de la commune
- Juda ben Yehiel, né vers 1422, rabbin, médecin et philosophe italien du XVe siècle
- Giovanni Buonconsiglio, peintre de la Renaissance
- Silvio Ceccato, né en 1914, philosophe et linguiste
- Giorgio Biasiolo, né en 1946, ex-footballeur des Marzotto Valdagno, Vicenza, Milan, Lecce, Syracuse, Cerretese.
- Christian Maggio, né en 1982, footballeur du SSC Naples

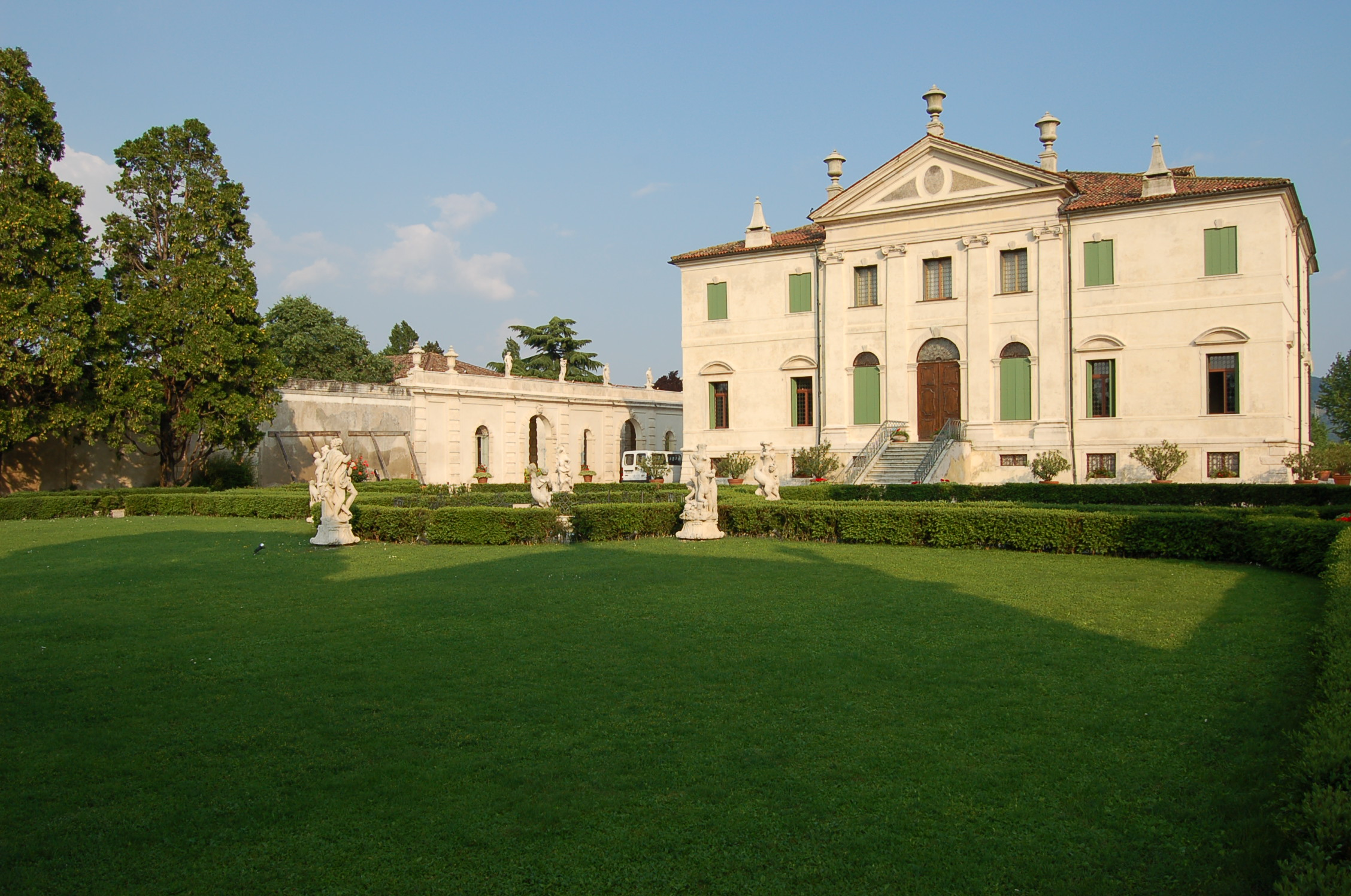
Villa Cordellina